# Lista över fornlämningar i Linköpings kommun (Ljung)
Lista över fornlämningar i Linköpings kommun (Ljung) är en förteckning av ett urval av de fornlämningar som finns i Ljung i Linköpings kommun.
| Namn                        | Lämningstyp                 | Tillkomsttid | Historisk indelning | Plats | Läge                 | ID-nr          | Bild                                 |
| --------------------------- | --------------------------- | ------------ | ------------------- | ----- | -------------------- | -------------- | ------------------------------------ |
| Ljung 1:1                   | Stensättning                |              | Ljung, Östergötland |       | 58.511347, 15.445875 | 10046200010001 | Ladda upp en bild av detta fornminne |
| Ljung 2:1                   | Stensättning                |              | Ljung, Östergötland |       | 58.510307, 15.460728 | 10046200020001 | Ladda upp en bild av detta fornminne |
| Ljung 4:3                   | Stensättning                |              | Ljung, Östergötland |       | 58.510661, 15.446792 | 10046200040003 | Ladda upp en bild av detta fornminne |
| Ljung 6:1                   | Stensättning                |              | Ljung, Östergötland |       | 58.515931, 15.415413 | 10046200060001 | Ladda upp en bild av detta fornminne |
| Ljung 7:1                   | Stensättning                |              | Ljung, Östergötland |       | 58.520981, 15.419328 | 10046200070001 | Ladda upp en bild av detta fornminne |
| Ljung 7:2                   | Stensättning                |              | Ljung, Östergötland |       | 58.521124, 15.419272 | 10046200070002 | Ladda upp en bild av detta fornminne |
| Ljung 7:3                   | Stensättning                |              | Ljung, Östergötland |       | 58.521151, 15.419508 | 10046200070003 | Ladda upp en bild av detta fornminne |
| Ljung 8:1                   | Stensättning                |              | Ljung, Östergötland |       | 58.519898, 15.421965 | 10046200080001 | Ladda upp en bild av detta fornminne |
| Ljung 9:1                   | Stensättning                |              | Ljung, Östergötland |       | 58.525142, 15.410661 | 10046200090001 | Ladda upp en bild av detta fornminne |
| Ljung 10:1                  | Gravfält                    |              | Ljung, Östergötland |       | 58.521531, 15.411185 | 10046200100001 | Ladda upp en bild av detta fornminne |
| Ljung 12:1                  | Stensättning                |              | Ljung, Östergötland |       | 58.516741, 15.409451 | 10046200120001 | Ladda upp en bild av detta fornminne |
| Ljung 12:2                  | Stensättning                |              | Ljung, Östergötland |       | 58.516774, 15.409718 | 10046200120002 | Ladda upp en bild av detta fornminne |
| Ljung 14:1                  | Grav markerad av sten/block |              | Ljung, Östergötland |       | 58.522018, 15.473762 | 10046200140001 | Ladda upp en bild av detta fornminne |
| Ljung 15:1                  | Gravfält                    |              | Ljung, Östergötland |       | 58.532377, 15.447029 | 10046200150001 | Ladda upp en bild av detta fornminne |
| Gottorps slott (Ljung 23:1) | Fornborg                    |              | Ljung, Östergötland |       | 58.563750, 15.480844 | 10046200230001 | Ladda upp en bild av detta fornminne |
| Ljung 26:1                  | Stensättning                |              | Ljung, Östergötland |       | 58.531747, 15.447747 | 10046200260001 | Ladda upp en bild av detta fornminne |
| Ljung 28:1                  | Gravfält                    |              | Ljung, Östergötland |       | 58.533367, 15.443133 | 10046200280001 | Ladda upp en bild av detta fornminne |
| Ljung 30:1                  | Stensättning                |              | Ljung, Östergötland |       | 58.541254, 15.408439 | 10046200300001 | Ladda upp en bild av detta fornminne |
| Ljung 30:2                  | Stenkrets                   |              | Ljung, Östergötland |       | 58.541280, 15.408212 | 10046200300002 | Ladda upp en bild av detta fornminne |
| Ljung 30:3                  | Stensättning                |              | Ljung, Östergötland |       | 58.541348, 15.408444 | 10046200300003 | Ladda upp en bild av detta fornminne |
| Ljung 41:1                  | Stensättning                |              | Ljung, Östergötland |       | 58.580002, 15.448940 | 10046200410001 | Ladda upp en bild av detta fornminne |
| Ljung 89:1                  | Stenkrets                   |              | Ljung, Östergötland |       | 58.524374, 15.482643 | 10046200890001 | Ladda upp en bild av detta fornminne |
| Ljung 133:1                 | Gravfält                    |              | Ljung, Östergötland |       | 58.509677, 15.469850 | 10046201330001 | Ladda upp en bild av detta fornminne |